# Зольская
Зо́льская — станица в Кировском районе (городском округе) Ставропольского края Российской Федерации. Являлась административным центром сельского поселения Зольский сельсовет (упразднено 1 мая 2017 года)

## География
Станица расположена чуть выше слияния рек Золка и Мокрая Золка, от которых и получила своё название.
Расстояние до краевого центра: 164 км. Расстояние до районного центра: 28 км.

## История
Станица была основана 11 октября 1848 года, переселенцами из Воронежской, Харьковской и Полтавской губерний Российской империи. Первоначальное название селения – Богатинское, было связано с одноимённым родником, располагавшимся у нового селения.
В 1863 году селение было преобразовано в станицу, которой было дано новое название — Зольская, по протекающей рядом реки Золка.

## Население
| 1858  | 1865  | 1870  | 1882  | 1890  | 1896  | 1911  |
| ----- | ----- | ----- | ----- | ----- | ----- | ----- |
| 1963  | ↗2070 | ↗2249 | ↗2760 | ↗2917 | ↗4390 | ↗5290 |
| 1925  | 1939  | 1959  | 1979  | 1989  | 2002  | 2010  |
| ↗6525 | ↘5914 | ↘5423 | ↗5970 | ↗6754 | ↗8709 | ↗9330 |
| 2014  | 2021  |       |       |       |       |       |
| ↘9300 | ↘9227 |       |       |       |       |       |

Национальный состав
По данным Всероссийской переписи населения 2010 года:
| Народ   | Численность, чел. | Доля от всего населения, % |
| ------- | ----------------- | -------------------------- |
| русские | 8 079             | 86,59 %                    |
| цыгане  | 371               | 3,98 %                     |
| армяне  | 352               | 3,77 %                     |
| другие  | 528               | 5,66 %                     |
| всего   | 9 330             | 100,0 %                    |

## Инфраструктура
- Дом культуры
- Муниципальное казённое учреждение «Коммунальник»
- Северо-Кавказская овощная опытная станция Всероссийского научно-исследовательского института селекции и семеноводства овощных культур Российской академии сельскохозяйственных наук
- Кладбище станицы Зольской (вероисповедальное открытое) площадью 74 722 м²[18].

## Образование
- Детский сад № 8 «Ивушка». Филиал детского сада № 11 "Светлячок"
- Детский сад № 11 «Светлячок». Основан 23 июня 1957 года как сад-ясли колхоза «40 лет Октября»[19].
- Детский сад № 28 «Ласточка». Филиал детского сада № 11 "Светлячок"
- Начальная общеобразовательная школа № 17
- Средняя общеобразовательная школа № 4. Открыта 6 февраля 1970 года[20]
- Детская музыкальная школа

## Экономика
- Неподалёку от станицы расположен Малкинский песчано-гравийный карьер, один из крупнейших в Европе по выработке нерудных материалов, в частности песка и строительного гравия[21]
- Фермерские и животноводческие хозяйства, хлебопекарня, маслобойный завод
- Предприятие «Интерсемя». Основано 11 октября 1991 года[22]

## Русская православная церковь
- Храм Святителя Николая Чудотворца. Основан в 1902 году[23]

## Памятники
- Братская могила советских воинов, погибших в борьбе с фашистами. 1942—1943,1967 года[24]
- Памятник В. И. Ленину. 1959 год[25]
- Памятник «Казакам — основателям станицы Зольской». 2018 год[26]